# C/1831 A1 (Großer Komet)
C/1831 A1 (Großer Komet) ist ein Komet, der im Jahr 1831 mit dem bloßen Auge gesehen werden konnte. Er wird aufgrund seiner Helligkeit von einigen zu den „Großen Kometen“ gezählt.

## Entdeckung und Beobachtung
Bereits einige Wochen vor seinem Periheldurchgang am 28. Dezember 1830 muss der Komet auf der Südhalbkugel ein helles Objekt am Morgenhimmel gewesen sein, gegen Ende des Monats durch seine große Annäherung an die Sonne sogar eine spektakuläre Erscheinung am Abendhimmel, zu dieser Zeit blieb er aber noch unbeobachtet.
Der Komet war dann am 28. Dezember 1830 von der Erde aus gesehen in nur 4° Abstand an der Sonne vorbeigegangen, er wurde aber erst 10 Tage danach am Morgen des 7. Januar 1831 von dem englischen Physiker John Herapath entdeckt. Er berichtete, dass „der Schweif fast senkrecht zum Horizont stand, etwas nach Süden zu geneigt, von einer weißen Farbe und scheinbar 1–2° lang“ war. Er schätzte die Helligkeit auf etwa 2 mag. Weitere unabhängige Entdeckungen erfolgten wenig später und an den folgenden Tagen in Massachusetts, England und durch Wilhelm von Biela in Bozen.
Der Komet konnte im Verlauf des Januars noch mit bloßem Auge beobachtet werden, zur Mitte des Monats war seine Helligkeit aber auf 4 mag gefallen, der Schweif war noch 3° lang. Im Februar konnte der Komet mit Teleskopen u. a. durch Friedrich Bernhard Gottfried Nicolai in Mannheim und Heinrich Wilhelm Olbers in Bremen weiter verfolgt werden, im März gelangen noch zwei letzte Positionsbestimmungen und die letzte Beobachtung erfolgte schließlich am Abend des 19. März durch Karl Friedrich Knorre in der Ukraine, als er nur noch sehr schwach zu sehen war.
Der Komet erreichte eine maximale beobachtete Helligkeit von etwa 2 mag.

## Wissenschaftliche Auswertung
Mehrere Astronomen bestimmten parabolische Umlaufbahnen des Kometen, darunter Christian August Friedrich Peters, Knorre, Giovanni Santini und Jakob Philipp Wolfers.

## Umlaufbahn
Für den Kometen konnte aus 61 Beobachtungsdaten über 46 Tage durch Wolfers eine unsichere parabolische Umlaufbahn bestimmt werden, die um rund 135° gegen die Ekliptik geneigt ist. Seine Bahn steht damit steil angestellt zu den Bahnebenen der Planeten, er durchläuft seine Bahn gegenläufig (retrograd) zu ihnen. Im sonnennächsten Punkt der Bahn (Perihel), den der Komet am 28. Dezember 1830 durchlaufen hat, befand er sich mit etwa 18,8 Mio. km Sonnenabstand im Bereich weit innerhalb der Umlaufbahn des Merkur.
Während seiner Passage des inneren Sonnensystems kam der Komet auch vielen Planeten einmal oder mehrmals relativ nahe:
| Datum             | Planet  | Min. Abstand (in AE) |
| ----------------- | ------- | -------------------- |
| März 1829         | Saturn  | 4,3                  |
| 9. Dezember 1830  | Erde    | 0,69                 |
| 27. Dezember 1830 | Merkur  | 0,28                 |
| 28. Dezember 1830 | Jupiter | 5,0                  |
| 29. Dezember 1830 | Venus   | 0,63                 |
| 16. Februar 1831  | Erde    | 0,53                 |
| Juni 1832         | Saturn  | 3,5                  |

Die beiden Annäherungen an die Erde entsprechen Entfernungen von etwa 102,6 Mio. km bzw. 79,8 Mio. km. Die große Erdnähe war mit ein Grund für seine Helligkeit. In Anbetracht der relativ unsicheren Bahnparameter sind alle angegebenen Daten nur als ungefähre Werte zu betrachten.
Obwohl der Komet den großen Planeten Saturn und Jupiter mehrmals relativ nahekam, blieb seine Bahnexzentrizität dadurch nahezu unverändert. Aufgrund der unsicheren Ausgangsdaten kann keine Aussage darüber getroffen werden, auf welcher Bahnform er sich jetzt bewegt, und ob und gegebenenfalls wann der Komet in das innere Sonnensystem zurückkehren könnte.